# Lauttanen
Lauttanen är en sjö i kommunen Pudasjärvi i landskapet Norra Österbotten i Finland. Sjön ligger 111,3 meter över havet. Arean är 53 hektar och strandlinjen är 3,27 kilometer lång. Sjön  ingår i Ijo älvs huvudavrinningsområde.   Den ligger omkring 75 kilometer nordöst om Uleåborg och omkring 590 kilometer norr om Helsingfors. 